# Kreuzdachbildstock (Gefäll, Zum Jägerbrunnen 1)

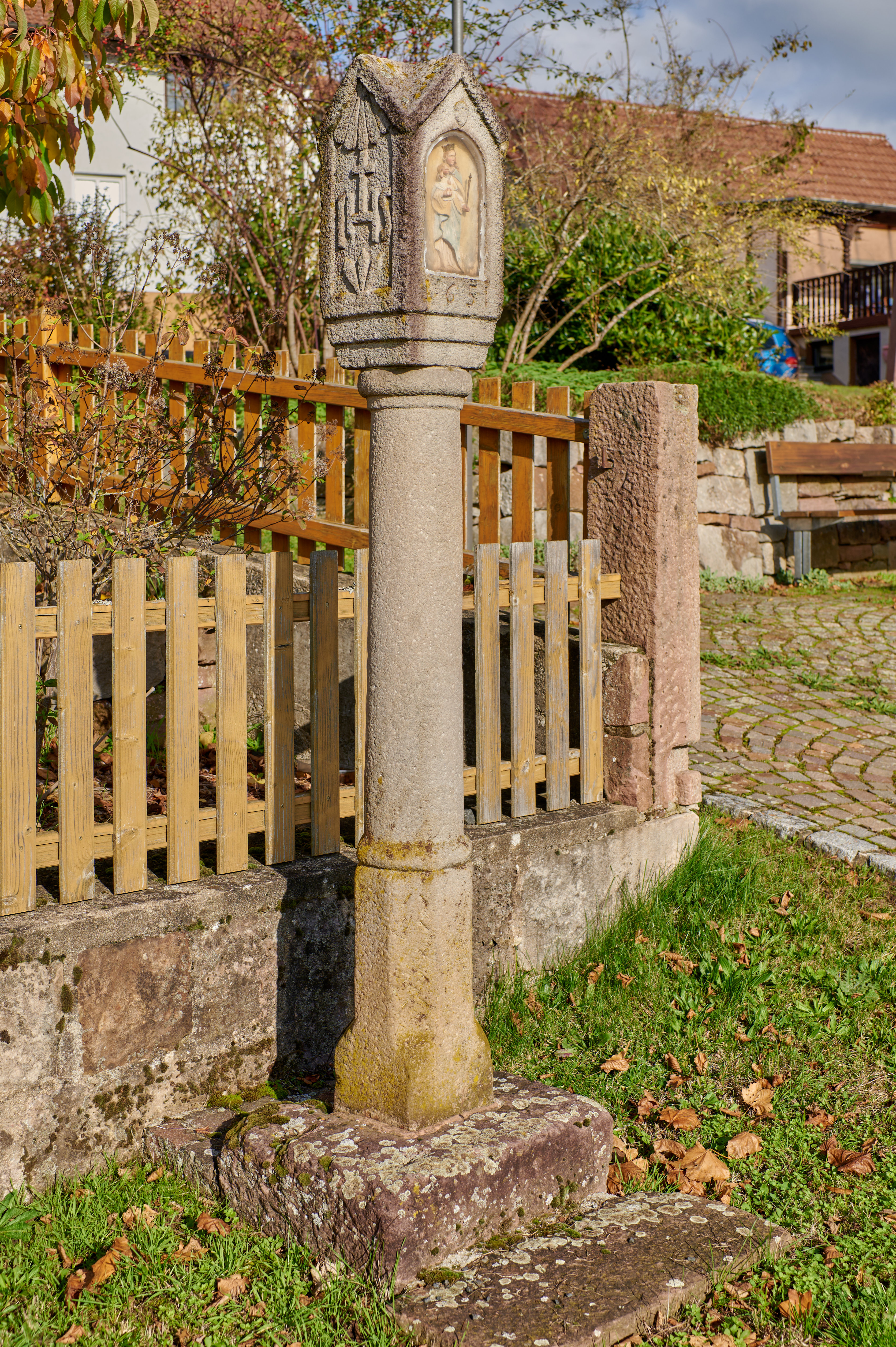
Kreuzdachbildstock in Gefäll, Zum Jägerbrunnen 1

Der Kreuzdachbildstock Zum Jägerbrunnen 1 befindet sich in Gefäll, einem Gemeindeteil des Marktes Burkardroth im unterfränkischen Landkreis Bad Kissingen an der Adresse Zum Jägerbrunnen 1.
Der Bildstock gehört zu den Baudenkmälern von Burkardroth und ist unter der Nummer D-6-72-117-26 in der Bayerischen Denkmalliste registriert.

## Beschreibung
Der Kreuzdachbildstock besteht aus weißgrauem Sandstein und entstand im Jahr 1651.
Die Höhe des Bildstocks beträgt mit Fundament etwa 235 cm. Auf dem Sockelschaft befindet sich ein Kreuzdachhaus. Das 20 cm hohe Vierkandfundament besteht aus rotem Sandstein und hat die Abmessungen 61 cm × 58 cm. Der 51 cm hohe Achtkantsockel hat an der Basis bis zur Höhe von 16 cm einen Querschnitt von 24 cm × 24 cm und danach gefasste Kanten für den Achtkantquerschnitt 10/10/10/10/10/10/10/10.
Die Zier ist ein aufgehendes, geschachteltes Winkelmotiv (Vegetationssymbol).
Der Schaft ist 106 cm hoch; die Basiswulst hat eine Höhe von 6 cm und einen Durchmesser von 21 cm; Kapitellring = 2,5 cm, Kapitellwulst = 6 cm.
Das 62 cm hohe Kreuzdachhaus hat die Abmessungen 24 cm × 23,5 cm.
a) in der Bildnische befindet sich ein Marienbildnis, darunter die Jahreszahl „1651“.

b) Links befindet sich eine im Giebeldreieck hängende Fünferpalmette, darunter eine IHS-Inschrift mit einem Kreuz auf dem H, darunter befindet sich eine Deltoid-Dreierpalmette.

c) rechts befindet sich im Giebeldreieck ein Kreis mit Punkt; darunter steht in lateinischen Buchstaben:

„CASPER VOL VO

M GEFEL CHOLD

ASERON SEIN

WEIB HABEN DA

S WERK GE

SDIFD: GOD

ZV EHRN.“

d) auf der Rückseite befindet sich im Giebeldreieck ein griechisches Kreuz, darunter in einer flachen Nische ein Golgathakreuz auf Hügel. Links und rechts des Schaftes befindet sich je ein griechisches Kreuz.